# (3809) Amici
(3809) Amici (1984 FA) – planetoida z pasa głównego asteroid okrążająca Słońce w ciągu 4,42 lat w średniej odległości 2,69 j.a. Odkryta 26 marca 1984 roku.